# Olios chelifer
Olios chelifer är en spindelart som beskrevs av Lawrence 1937. Olios chelifer ingår i släktet Olios och familjen jättekrabbspindlar. Inga underarter finns listade i Catalogue of Life.